# Saint-Baudelle
 Saint-Baudelle  es una población y comuna francesa, en la región de Países del Loira, departamento de Mayenne, en el distrito de Mayenne y cantón de Mayenne-Ouest.

## Demografía
| 217 | 215 | 295 | 501 | 721 | 1005 |
| Para los censos de 1962 a 1999 la población legal corresponde a la población sin duplicidades (Fuente: INSEE [Consultar]) |     |     |     |     |      |